# Fužina, Ivančna Gorica
Fužina je naselje v Občini Ivančna Gorica.